# Roncus leonidae
Espèce
Synonymes
- Roncus boldorii Beier, 1931 nec Beier, 1931.
- Parablothrus concii Caporiacco, 1952.

Roncus leonidae est une espèce de pseudoscorpions de la famille des Neobisiidae.

## Distribution
Cette espèce est endémique d'Italie. Elle se rencontre au Trentin et en Vénétie dans des grottes.

## Description
L'holotype mesure 3 mm.

## Liste des sous-espèces
Selon Pseudoscorpions of the World (version 3.0) :
- Roncus leonidae leonidae Beier, 1942 ;
- Roncus leonidae ruffoi Gardini, 1991.

## Systématique et taxinomie
Cette espèce a été décrite sous le nom Roncus boldorii par Beier en 1931, ce nom étant préoccupé par Roncus boldorii, elle est renommée Roncus leonidae par Beier en 1942.
Parablothrus concii a été placée en synonymie par Gardini en 1991.

## Étymologie
Cette espèce est nommée en l'honneur de Leonida Boldori,.

## Publications originales
- Beier, 1942 : Pseudoscorpione aus italischen Höhlen. Bollettino del Laboratoria di Zoologia Generale e Agraria della Facoltà Agraria in Portici, vol. 32, p. 130-136.
- Gardini, 1991 : Pseudoscorpioni cavernicoli del Veneto (Arachnida). Bollettino del Museo Civico di Storia Naturale di Verona, vol. 15, p. 167-214.